# Jufinale
Die Jufinale ist ein Jugendfilmfestival in Bayern. Die erste Auflage des Festivals fand 1989 in Augsburg statt. Seitdem gab es zwölf Austragungen an wechselnden Orten, auf denen Jugendliche mit dem Bayerischen Jugendfilmpreis ausgezeichnet wurden. Die Jufinale ist ein Kooperationsprojekt des JFF (Institut für Medienpädagogik in Forschung und Praxis) und BJR (Bayerischer Jugendring).

## Geschichte
Bereits zur ersten Ausgabe des Festivals im Zeughaus in Augsburg wurden 170 Filme eingereicht. Von diesen wurden 28 ausgewählt und rund 300 Besuchern vorgeführt. In den folgenden Jahren stieg die Zahl auf mehr als 600 eingereichte Filme. Bei der Jufinale 2012 wurden insgesamt 56 Filme gezeigt, diese wurden einem Publikum von rund 1000 Besuchern präsentiert.
Die Jufinale trägt in wesentlichem Maße dazu bei, dass junge Filmschaffende in Bayern günstige Rahmenbedingungen vorfinden, um frühzeitig einen kompetenten Gebrauch des Mediums Film zu erlernen. Besonders der Wechsel der Spielstätten durch die unterschiedlichen Regierungsbezirke trägt seit 1989 dazu bei, die Jugendfilmszene in Bayern und besonders in ländlichen Regionen zu stützen und zu beleben.
Das Festival ist regional aufgebaut und erstreckt sich über zwei Jahre. Im jeweils ersten Jahr finden die regionalen Ausscheidungen der Jufinale in allen sieben bayerischen Regierungsbezirken und in München statt.

## Die regionalen Festivals und Paten

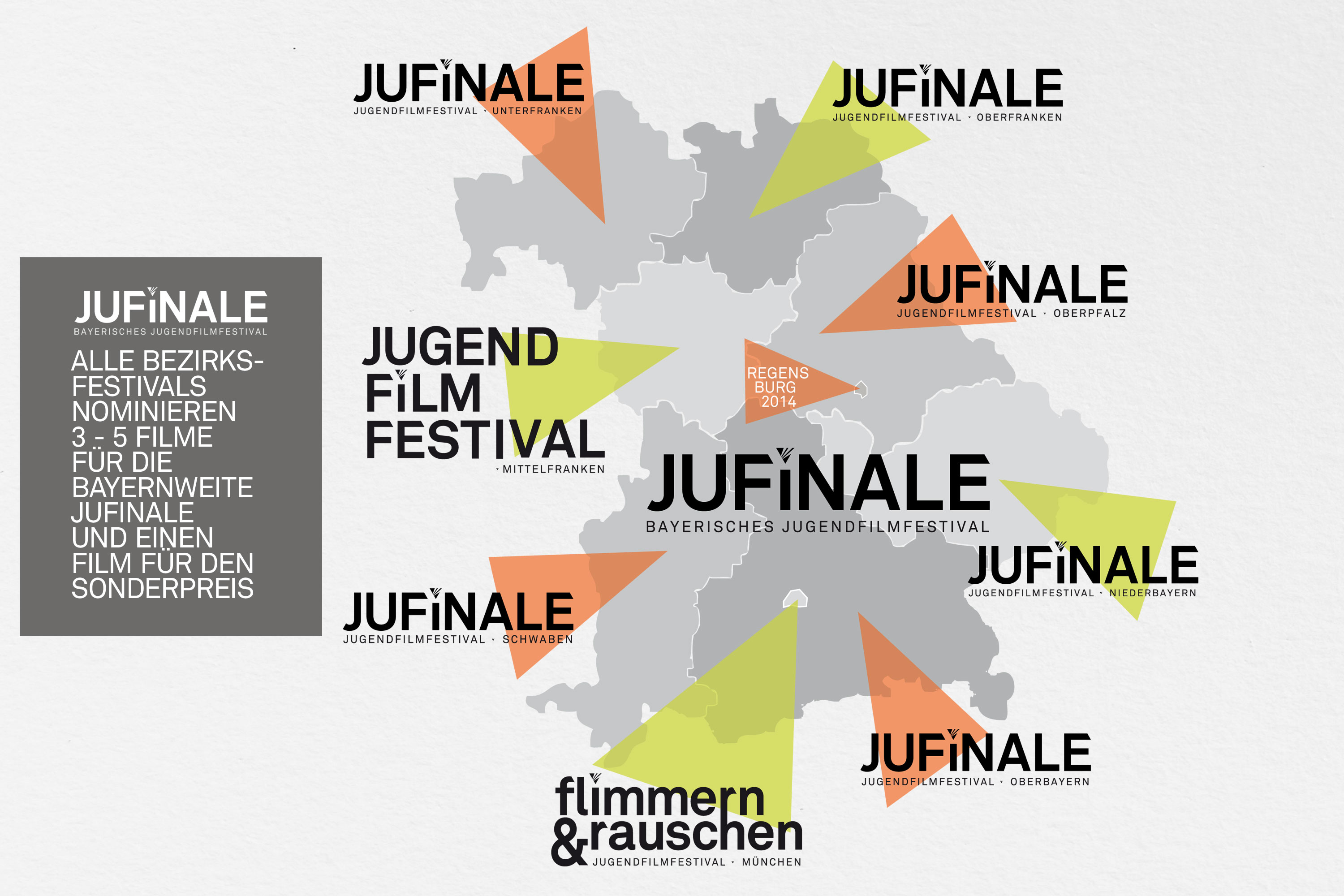
Die Bezirke der JUFINALE

Die regionalen Festivals werden in unterschiedlichen Bezirken in Bayern ausgetragen. Das in München stattfindende Jugendfilmfestival flimmern&rauschen und das Mittelfränkische Jugendfilmfestival (JuFiFe) gehören trotz abweichender Benennung ebenfalls zur Jufinale und die dortigen Gewinner nehmen an der landesweiten Jufinale teil. Jedes Bezirksfestival wählt dafür drei bis fünf Preisträger aus. Die regionalen Festivals finden teilweise jährlich (München, Mittelfranken und Unterfranken) oder im Zweijahreszyklus (Niederbayern, Oberbayern, Oberpfalz, Oberfranken, Schwaben) statt.
Seit 1992 wird das Festival jeweils für zwei Jahre von einem künstlerischen Paten unterstützt.

## Preise und Trophäe
Die Gewinner der Jufinale werden mit dem „Datenträgerwolpertinger“ ausgezeichnet. Dieser wurde von der AWO Straubing in Anlehnung an den Wolpertinger entworfen.
Bei der Jufinale wurden bis 2014 folgende Preise verliehen:
- Preis des Ministerpräsidenten
  - für das beste Drehbuch
  - für die beste Regie
  - für die beste darstellerische Leistung
- Preis des Kultusministeriums für Kulturelle Vielfalt
- Preis des Bayerischen Rundfunks für das Sonderthema
- Preis des Bayerischen Jugendrings
- Preis des JFF – Institut für Medienpädagogik
- Publikumspreis überreicht durch die BLM
- sowie Preise des austragenden Bezirks, Kreises und der jeweiligen Stadt

Seit 2016 haben sich die Preiskategorien geändert. Die nominierten Filme konkurrieren nun um zehn mit 500 € dotierte Preise.
- gestiftet vom Ministerpräsidenten
  - Bayerischer Kinderfilmpreis (wird 2× verliehen)
  - Bayerischer Jugendfilmpreis der Alterskategorie 12–16 Jahre
  - Bayerischer Jugendfilmpreis der Alterskategorie 17–21 Jahre
  - Bayerischer Jugendfilmpreis der Alterskategorie 22–26 Jahre
- Bayerischer Jugendfilmpreis der Kategorie Medienhochschule gestiftet vom Bezirk Oberbayern
- Sonderpreis zu einem vorgegebenen Thema
- Preis der Jury (kategorieunabhängig) gestiftet von JFF und BJR
- Publikumspreis gestiftet von der Bayerischen Landeszentrale für neue Medien

## Preisträger der Jufinale (seit 2002)
| Gewinner der JUFINALE 2002                                          | Gewinner der JUFINALE 2002                                                                    | Gewinner der JUFINALE 2002                                                     |  |
| Kategorie                                                           | Preisträger                                                                                   | Beitrag                                                                        |  |
| ------------------------------------------------------------------- | --------------------------------------------------------------------------------------------- | ------------------------------------------------------------------------------ |  |
| Bestes Drehbuch                                                     | Nils Hornung und Steffen Hornung                                                              | Nighttrain                                                                     |  |
| Beste Regie                                                         | Anna Kuczynski                                                                                | Hypnosis                                                                       |  |
| Beste darstellerische Leistung                                      | Kai Lehmann                                                                                   | Lost and Found                                                                 |  |
| Preis zum Thema Willkommen in der Fremde                            | Janina Hüttenrauch                                                                            | Der andere Weg                                                                 |  |
| Preis des Bezirks Niederbayern                                      | Anna Porzelt                                                                                  | Vom Wunsch als Vater des Gedanken                                              |  |
| Preis der Bayrischen Eisenbahngesellschaft                          | Sebastian Stern                                                                               | nachtstück                                                                     |  |
| Preis der Stadt Straubing                                           | Hannes Schott                                                                                 | Der Atemräuber                                                                 |  |
| Preis des bayrischen Jugendrings                                    | Adem Inal                                                                                     | Der Deal                                                                       |  |
| Preis des JFF, Institut für Medienpädagogik in Forschung und Praxis | Alexander Dierbach                                                                            | Brudertag                                                                      |  |
| Publikumspreis                                                      | Neos Film                                                                                     | Der Prügelknabe                                                                |  |
| Gewinner der JUFINALE 2004                                          |                                                                                               |                                                                                |  |
| Kategorie                                                           | Preisträger                                                                                   | Beitrag                                                                        |  |
| Bestes Drehbuch                                                     | MovieBrats Filmworks (Karlstadt)                                                              | The Typewriter                                                                 |  |
| Beste Regie                                                         | WOW! Infotainment (Aschaffenburg)                                                             | Irgendwas von Rilke                                                            |  |
| Beste darstellerische Leistung                                      | Vogelberg Pictures (Bischberg)                                                                | Grimmy                                                                         |  |
| Preis zum Thema Schönheitskonkurrenz                                | Die Villa (Weiden)                                                                            | Der Kekser                                                                     |  |
| Preis des Bezirks Mittelfranken                                     | Filmgruppe des Franz-Marc-Gymnasiums Markt Schwaben (Markt Schwaben)                          | Verschollen im Weltall                                                         |  |
| Preis des Landkreises Erlangen-Höchstadt                            | Les Volontairesr (Schweinfurt)                                                                | St. Jean                                                                       |  |
| Preis der Stadt Erlangen                                            | Helena Wittmann (Nürnberg)                                                                    | Alles ist leise…                                                               |  |
| Preis des bayrischen Jugrendrings                                   | Duc Minh Tran, Dani Reuß und Karin Stöhr (Nürnberg)                                           | Riddim Police                                                                  |  |
| Preis des JFF, Institut für Medienpädagogik in Forschung und Praxis | Hausladen-Filme (München)                                                                     | Verloren gegangen                                                              |  |
| Preis des OVB Medienhauses                                          | zündwerk (Rosenheim)                                                                          | Spring                                                                         |  |
| Gewinner der JUFINALE 2006                                          |                                                                                               |                                                                                |  |
| Kategorie                                                           | Preisträger                                                                                   | Beitrag                                                                        |  |
| Bestes Drehbuch                                                     | Emanuel Socher-Jukic und Julia Gebiflügli                                                     | Tage der Arbeit                                                                |  |
| Beste Regie                                                         | Natur-Vision-Workshop                                                                         | Der Weg nach oben                                                              |  |
| Beste darstellerische Leistung                                      | Thomas Kößler                                                                                 | Kupplung Bremse Gas                                                            |  |
| Preis zum Thema Voll normal?!                                       | Marcus Bartos                                                                                 | Fuenfte Erde/Zone 3                                                            |  |
| Preis des Bezirks Mittelfranken                                     | Martin Hähnlein und Henning Kröger                                                            | Das Geisterhaus von Nürnberg                                                   |  |
| Preis des Landkreises Erlangen-Höchstadt                            | Florian Knittel                                                                               | Das dicken kind                                                                |  |
| Preis der Stadt Erlangen                                            | Eric Andreae                                                                                  | Von Angesicht zu Angesicht                                                     |  |
| Preis des bayrischen Jugrendrings                                   | Rafael Jove und Markus Kreuz                                                                  | Britt, ich habe abgetrieben, doch ich bereue nichts                            |  |
| Preis des JFF, Institut für Medienpädagogik in Forschung und Praxis | Cordula Megner                                                                                | SMS                                                                            |  |
| Publikumspreis                                                      | Nikolaus Haus Filmgruppe                                                                      | Wie die Familie Sonnenschein einmal mit Hilfe vom lieben Gott dem Regen entkam |  |
| Gewinner der JUFINALE 2008                                          |                                                                                               |                                                                                |  |
| Kategorie                                                           | Preisträger                                                                                   | Beitrag                                                                        |  |
| Bestes Drehbuch                                                     | SoeinSchmarrn Productions (Oberpfalz)                                                         | Rollygeddon                                                                    |  |
| Beste Regie                                                         | Gesa Lück (Mittelfranken)                                                                     | Sommer zu dritt oder wo die Liebe hinfällt                                     |  |
| Beste darstellerische Leistung                                      | VagenWood (Oberbayern)                                                                        | Herz sticht – verzwickte Geschichten aus dem Mangfalltal                       |  |
| Preis zum Thema Nur in der Fremde ist der Fremde fremd              | nazar entertainment                                                                           | Klischee                                                                       |  |
| Preis des Bezirks Unterfranken                                      | Echterfilm (Unterfranken)                                                                     | Raphael                                                                        |  |
| Preis des Landkreises Kitzingen                                     | MajusArts (Unterfranken)                                                                      | Monkey Island                                                                  |  |
| Preis der Stadt Dettelbach                                          | Florian Schmeidel und Maxim Schunewitsch (Oberbayern)                                         | Die Zugfahrt                                                                   |  |
| Preis des bayrischen Jugendrings                                    | Dario Soller (München)                                                                        | in the sight of                                                                |  |
| Preis des JFF                                                       | Michale Fiebrig und Stever Döschner (Mittelfranken)                                           | Johnny Walker – Fahrrad, Flasche(n), Freiheiht?                                |  |
| Publikumspreis                                                      | SoeinSchmarrn Productions (Oberpfalz)                                                         | Rollygeddon                                                                    |  |
| Gewinner der JUFINALE 2010                                          |                                                                                               |                                                                                |  |
| Kategorie                                                           | Preisträger                                                                                   | Beitrag                                                                        |  |
| Bestes Drehbuch                                                     | Daniel Adam                                                                                   | … und dann stolperte Anna                                                      |  |
| Beste Regie                                                         | oHa-PRODUCTIONS                                                                               | Jetzt oder nie                                                                 |  |
| Beste darstellerische Leistung                                      | Rüdiger Görlitz                                                                               | Vollwaschgang                                                                  |  |
| Preis zum Thema Alles öko                                           | medienjargon                                                                                  | The Bale Mountains                                                             |  |
| Preis des Bezirks Schwaben                                          | Heidemarie Brosche                                                                            | INsideOUT                                                                      |  |
| Preis des Landkreises Augsburg                                      | Lerchenfilm                                                                                   | Arisch – Gehörlos im Dritten Reich                                             |  |
| Preis der Stadt Augsburg                                            | roll call productions                                                                         | What a Trip – mit 15km/h bis ans Ende der Welt                                 |  |
| Preis des bayrischen Jugendrings                                    | Maybe                                                                                         | May Be                                                                         |  |
| Preis des JFF                                                       | Kleine Lichter                                                                                | Scuola Diaz                                                                    |  |
| Publikumspreis                                                      | The white Tigers                                                                              | Das Referat Werte                                                              |  |
| Gewinner der JUFINALE 2012                                          |                                                                                               |                                                                                |  |
| Kategorie                                                           | Preisträger                                                                                   | Beitrag                                                                        |  |
| Bestes Drehbuch                                                     | Kai Sitter, FILMwork-STUDIO (München)                                                         | Clash                                                                          |  |
| Beste Regie                                                         | ST398Films (Mittelfranken)                                                                    | Anarchie Revolution                                                            |  |
| Beste darstellerische Leistung                                      | Al-Familia Produktion (Mittelfranken)                                                         | Jeder Kanake gegen jeden Kanaken                                               |  |
| Preis zum Thema Heimat                                              | Sumo Sam Production (Schwaben)                                                                | Zivilcourage                                                                   |  |
| Preis für kulturelle Vielfalt                                       | Anna-Kristina Bauer und Michael Heck                                                          | Wir und die Anderen                                                            |  |
| Preis des Bezirks Oberfranken                                       | drehpunkt-Film (München)                                                                      | MGame                                                                          |  |
| Preis des Landkreises Kulmbach                                      | Feline Grub und Marie Grub (München)                                                          | Facebook dot com                                                               |  |
| Preis der Stadt Kulmbach                                            | Hund & Katze Produktion (Mittelfranken)                                                       | Und dann…?                                                                     |  |
| Preis des bayrischen Jugendrings                                    | Filmgruppe der Berufsfachschule Alfons Goppel (Unterfranken)                                  | Arme Kinder – reiches Land                                                     |  |
| Preis des JFF                                                       | Heilpädagogischen Tagesstätte des Fritz-Felsenstein-Haus Königsbrunn (Schwaben)               | Liebes-Chaos                                                                   |  |
| Publikumspreis                                                      | RedEye-Pictures (Mittelfranken)                                                               | Weit weit weg                                                                  |  |
| Gewinner der JUFINALE 2014                                          |                                                                                               |                                                                                |  |
| Kategorie                                                           | Preisträger                                                                                   | Beitrag                                                                        |  |
| Bestes Drehbuch                                                     | Filmseminar Gymnasium Kirchheim (Oberbayern)                                                  | The voice of egerharting                                                       |  |
| Beste Regie                                                         | Martin Kießling, Alexander Vexler (Mittelfranken)                                             | Hinter rotem Samt                                                              |  |
| Beste darstellerische Leistung                                      | Städtische Fridtjof-Nansen-Realschule München (München)                                       | Die Hütte im Wald                                                              |  |
| Preis zum Thema Europa                                              | Drauma Films (Schwaben)                                                                       | Heimat                                                                         |  |
| Preis für kulturelle Vielfalt                                       | Daniel Asadi Faezi (Unterfranken)                                                             | Arefi – Der Hirte                                                              |  |
| Preis des Bezirks Oberpfalz                                         | Starcore Studio Entertainment (Unterfranken)                                                  | Brotherly                                                                      |  |
| Preis der Stadt Regensburg                                          | Leonard Billeke, Felix Reichert, Hannes Maar, Alexander Ortwein, Julius Rosen (Mittelfranken) | Herr Peters und das Huhn                                                       |  |
| Preis des bayrischen Jugendrings                                    | Hannah Kehrmann (Mittelfranken)                                                               | Sieben bis Neunmillionen                                                       |  |
| Preis des JFF                                                       | Jan Fabi (München)                                                                            | Nimbin – Das soziale Experiment                                                |  |
| Publikumspreis                                                      | Ancaro&Little Film (München)                                                                  | Kuntergraudunkelbunt                                                           |  |
| Gewinner der JUFINALE 2016                                          |                                                                                               |                                                                                |  |
| Kategorie                                                           | Preisträger                                                                                   | Beitrag                                                                        |  |
| Kinderfilmpreis                                                     | Jugendtreff Uttenreuth (Mittelfranken)                                                        | Was man für richtig hält                                                       |  |
| Kinderfilmpreis                                                     | Jugendfilmgruppe Nie Wieder Shakespeare (Mittelfranken)                                       | Voll verknallt 3                                                               |  |
| Jugendfilmpreis 12–16 Jahre                                         | Oberlandrealschule Holzkirchen (Oberbayern)                                                   | Xaver sitzt                                                                    |  |
| Jugendfilmpreis 17–21 Jahre                                         | Filmgruppe Alfons Goppel, Schweinfurt (Unterfranken)                                          | Von Menschen die auszogen...                                                   |  |
| Jugendfilmpreis 22–26 Jahre                                         | Franconia Film (Oberfranken)                                                                  | ... Und einer zeichnet die Realität                                            |  |
| Preis Kategorie Medienhochschule                                    | Schwarze Schafe Team (Mittelfranken)                                                          | Schwarze Schafe                                                                |  |
| Preis der Jury (Kategorieunabhängig)                                | Moritz Spender (München)                                                                      | Musik als Zuflucht                                                             |  |
| Sonderpreis: „Anders ist nicht giftig!“                             | AbgedrehtFilm, Aschaffenburg (Unterfranken)                                                   | Träume sind selig                                                              |  |
| Publikumspreis                                                      | Alexander Bambach (München)                                                                   | Abseits                                                                        |  |
| Gewinner der JUFINALE 2018                                          |                                                                                               |                                                                                |  |
| Gewinner der JUFINALE 2020                                          |                                                                                               |                                                                                |  |
| Kategorie                                                           | Preisträger                                                                                   | Beitrag                                                                        |  |
| Kinderfilmpreis bis 8 Jahre                                         | Klasse 3/4 der Elisabeth-Kraus-Schule Oberasbach                                              | Wo ist Brownie?                                                                |  |
| Kinderfilmpreis 9–12 Jahre                                          | Wahlunterricht Film der Unterstufe des Wirsberg-Gymnasiums Würzburg                           | Es rappelt im Karton                                                           |  |
| Jugendfilmpreis 12–16 Jahre                                         | Tose Film                                                                                     | Life Sax                                                                       |  |
| Jugendfilmpreis 17–21 Jahre                                         | Filmkollektiv „Drehmetrie“                                                                    | Kastanien kann man essen                                                       |  |
| Jugendfilmpreis 22–26 Jahre                                         | Thaigerli & Friends                                                                           | Ragged Dawn                                                                    |  |
| Preis Kategorie Medienhochschule                                    | Lene Pottgiesser und Christian Hödl                                                           | Fame                                                                           |  |
| Preis der Jury (kategorieunabhängig)                                | Bruno Marbach                                                                                 | Mein Scheiß Jahr                                                               |  |
| Sonderpreis: „Demokratie“                                           | Masterstudiengang Medienproduktion TH Deggendorf                                              | Nachbarn – 5 Begegnungen mit Bewohnern des Ankerzentrums Deggendorf            |  |
| Gewinner der JUFINALE 2021                                          |                                                                                               |                                                                                |  |
| Kategorie                                                           | Preisträger                                                                                   | Beitrag                                                                        |  |
| Jugendfilmpreis                                                     | Linua Land, Sophia Rosa, Ella Walter                                                          | Nähe                                                                           |  |
| Jugendfilmpreis                                                     | Counscious Productions                                                                        | Collapsing Timelines                                                           |  |
| Jugendfilmpreis                                                     | Jugendtreff Kolbermoor Produktion                                                             | Covid ist...?                                                                  |  |
| Sonderpreis: "Diversität"                                           | Team Zebrastreifen                                                                            | Teenager                                                                       |  |
| Publikumspreis                                                      | Camercams                                                                                     | Watch Out                                                                      |  |